# Daniil Semjonowitsch Komissarow
Daniil Samuilowitsch (Semjonowitsch) Komissarow (russisch Даниил Самуилович Комисса́ров,  wiss. Transliteration Daniel Samuilovich (Semyonovich) Komissarov; * 1. Mai 1907 in Kerki, Generalgouvernement Turkestan, Russisches Kaiserreich; † 20. Mai 2008 in Moskau) war ein russischer Iranist, Professor für Persische Literatur, Übersetzer und Attaché der sowjetischen Botschaft in Teheran.

## Leben
Komissarow wurde als Sohn des jüdischen Lehrers Samuil Isaewitsch (1870–1941) in Kerki, einer Stadt im heutigen Turkmenistan geboren. Die Familie zog später nach Chardzhu, wo er aufgrund seines Glaubens anfänglich nicht auf den Schulen wegen des maximal erlaubten Anteils jüdischer Schüler aufgenommen wurde. Erst 1917 wurde er eingeschult und schloss die Schule 1926 ab. Er war mit Julia Panysheva (1912–2009), einer Spezialistin für altrussische Literatur, verheiratet. Der Ehe entstammten zwei Söhne, die Schauspieler Juri Danilowitsch Komissarow (1936–2016) und Alexander Danilowitsch Komissarow (* 1944). Sein jüngerer Sohn Alexander wurde in Teheran, Iran, geboren, da die Familie dort aufgrund seiner Arbeit lebte.
Daniil Samuilowitsch (Semjonowitsch) Komissarow verstarb am 20. Mai 2008 in Moskau (nach anderen Angaben in Buxoro, Usbekistan) im Alter von 101 Jahren. Seine Frau überlebte ihn um ein Jahr.

## Wirken
Er nahm Mitte der 1920er Jahre aktiv am Kampf der Bolschewiki gegen die Basmatschi teil. Während des Zweiten Weltkriegs arbeitete er im System des Volkskommissariats für auswärtige Angelegenheiten. Von 1941 bis 1945 arbeitete Komissarow in der sowjetischen Botschaft in Teheran als Attaché. Ab 1946 arbeitete er im Auswärtigen Amt in Moskau, später dann wieder in Teheran. 1950 zog er nach der Irankrise erneut zurück nach Moskau. Dort wurde er am 24. März 1950 verhaftet und befand sich bis 1953 in einem Gefangenenlager.
Ab 1954 arbeitete er am Institut für Orientalistik der Akademie der Wissenschaften der UdSSR und wurde dort später zum Doktor der Philologie ernannt. Außerdem war er jahrelang an der Leningrad University tätig. Zu seinen Werken gehören Sammlungen von Artikeln Essays on Modern Persian Prose (1960) und Ways of Development of New and Contemporary Persian Literature (1982), mehrere Übersetzungen des Autors Sadegh Hedayat. Komissarow schrieb Abschnitte zur persischen Literatur des 19. und 20. Jahrhunderts in der mehrbändigen Geschichte der Weltliteratur. Außerdem übersetzte er Werke von Rudaki und Simin Daneschwar.